# Итаруман
Итаруман (порт. Itarumã) — муниципалитет в Бразилии, входит в штат Гояс. Составная часть мезорегиона Юг штата Гойас. Входит в экономико-статистический микрорегион Киринополис. Население составляет 5141 человек на 2006 год. Занимает площадь 3433,619 км². Плотность населения — 1,5 чел./км².
Праздник города — 21 июля.

## Статистика
- Валовой внутренний продукт на 2003 год составляет 81 320 437,00 реалов (данные: Бразильский институт географии и статистики).
- Валовой внутренний продукт на душу населения на 2003 год составляет 15 398,68 реалов (данные: Бразильский институт географии и статистики).
- Индекс развития человеческого потенциала на 2000 год составляет 0,735 (данные: Программа развития ООН).